# Riviera de Llevant

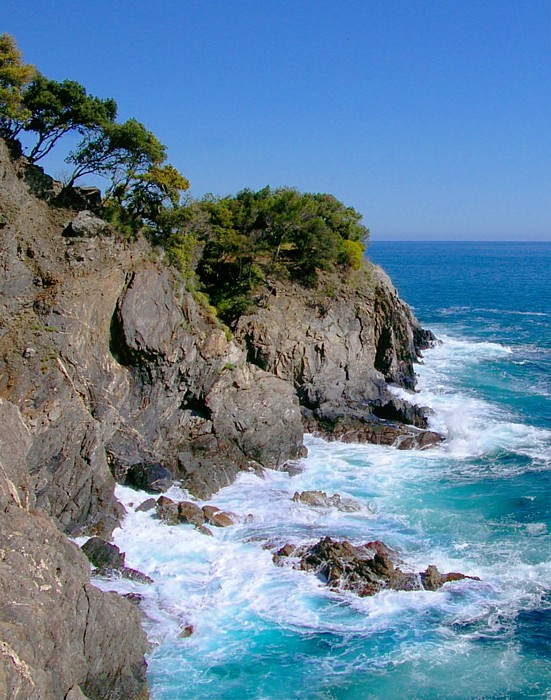
Una part de la costa de Cinque Terre

La Riviera de Llevant (Rivëa de Levante en lígur, Riviera di Levante en italià) és una part del litoral lígur d'uns 130 km de llargada que junt amb la Riviera de Ponent compon la Riviera Ligure (de vegades indicada simplement com Riviera).

## Geografia física

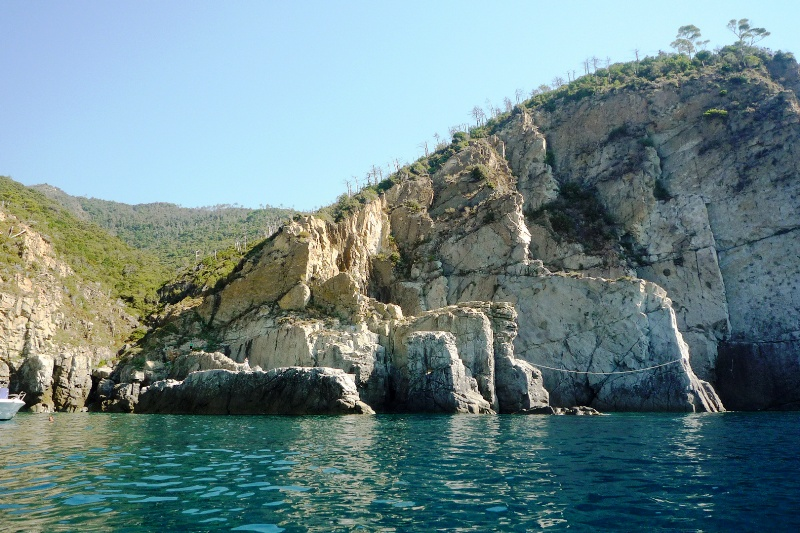
La costa rocosa prop de Moneglia

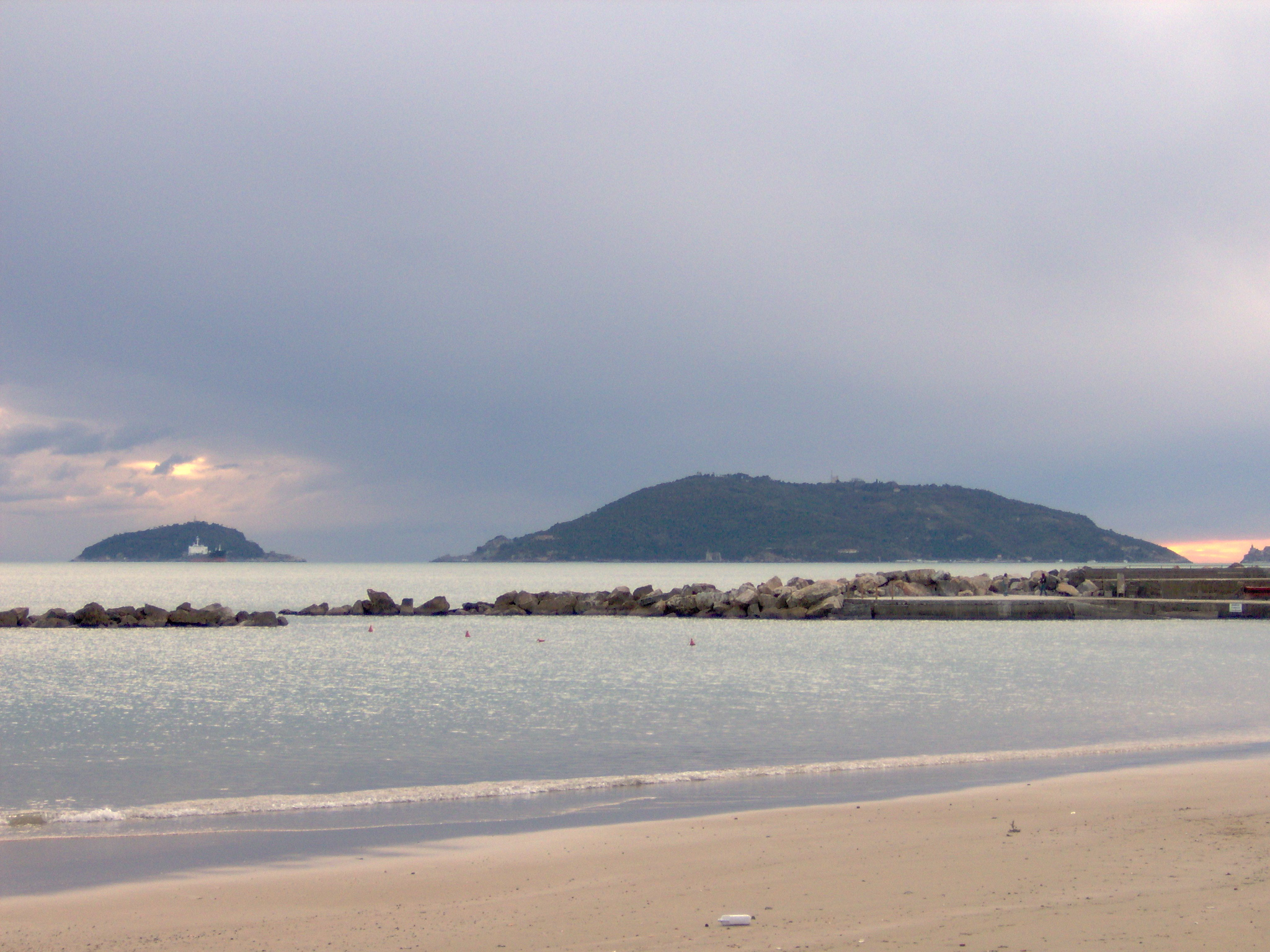
Les illes Palmaria i Tino, vistes des de San Terenzo

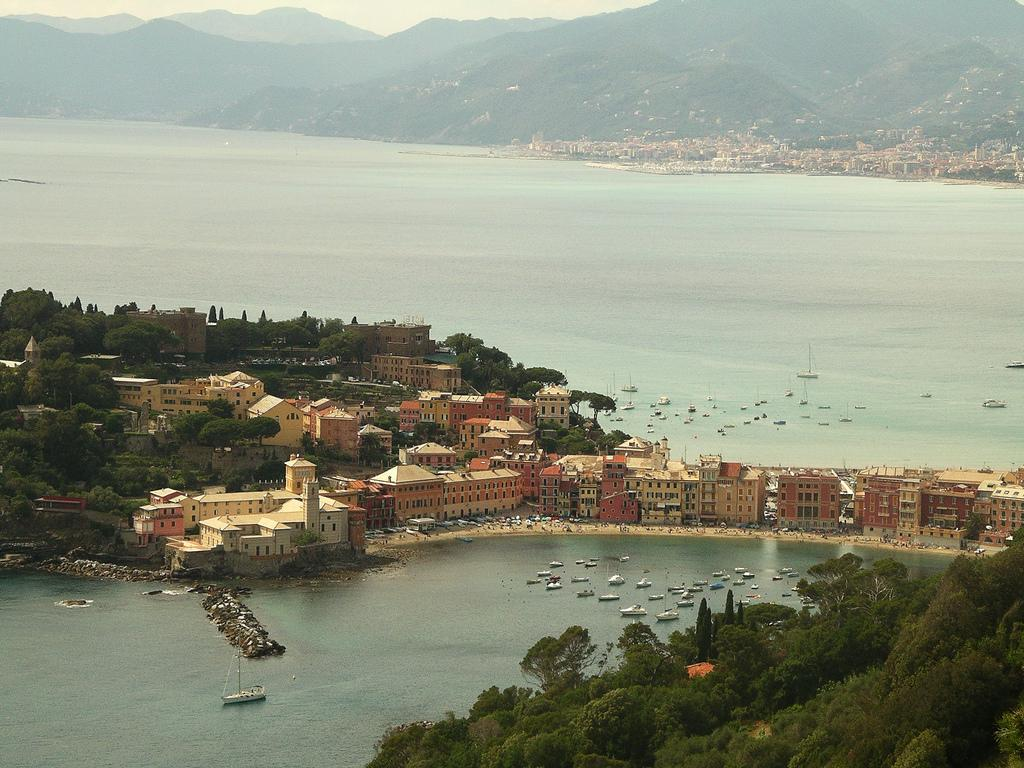
Sestri Levante i el golf del Tigullio

La Riviera de Llevant s'estén des del riu Magra a la província de Spezia fins l'orient de Gènova.
En canvi la Riviera de Ponent va des de Gènova a la frontera francesa fins a Cap Martin a uns 5 km de Menton).
La Riviera de Llevant es divideix d'oest a est en:
- Golfo Paradiso, de Bogliasco a Camogli
- Golf del Tigullio, de Portofino a Sestri Levante
- Riviera dei Promontori, de Sestri Levante, fins a Punta Mesco
- Cinque Terre
- Golf de La Spezia o Golfo dei Poeti (golf dels poetes)
- Litoral sarzanese, de la desembocadura del riu Magra fins al límit amb la Toscana

### Terreny
El terreny de la Riviera de Llevant és gairabé totalment amb turons i muntanyes, les úniques planes són la Piana dell'Entella, entre les ciutats de Chiavari i Lavagna, part del terreny del Sestri Levante i la zona al voltant de la desembocadura del riu Magra, al límit amb la Toscana.

### Illes
Les úniques illes dins la Riviera de Llevant són Palmaria, Tino i Tinetto, totes dins el golf de La Spezia.

### Rius
A causa de la morfologia del terreny, la major part dels cursos d'aigua són torrents curts i de poc cabal. Els únics rius veritables són el Vara i el Magra a la regió de La Spezia i l'Entella al Tigullio.

### Clima
El clima de la Riviera de Llevant és, com a tota la Ligúria, del tipus mediterrani. A causa de la conformació del terreny algunes zones estan més arresserades de les circumstàncies meteorològiques extremes.

### Flora

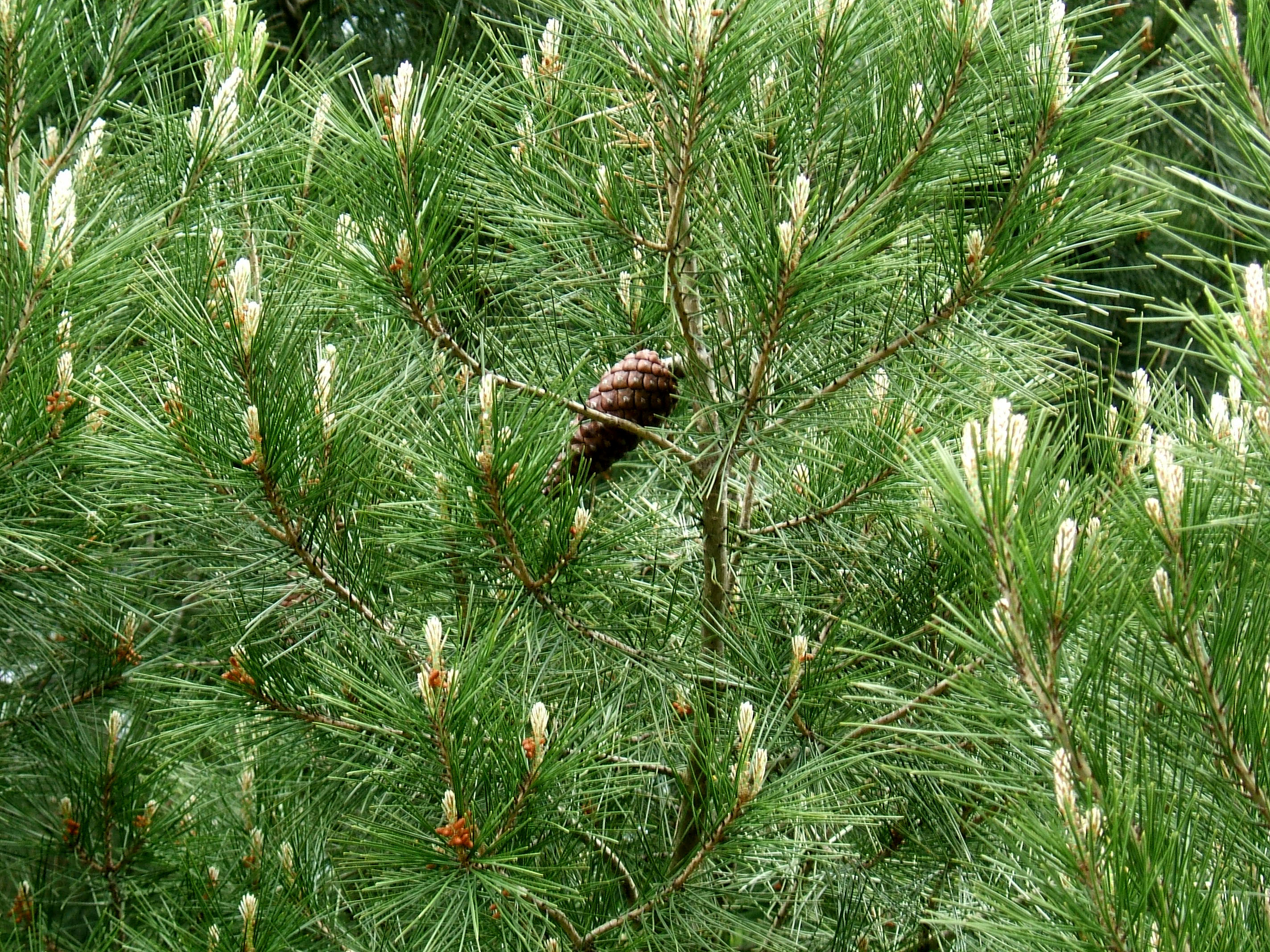
Pi blanc

La flora de la Riviera de Llevant és del tipus màquia. S'hi han introduït noves espècies com el castanyer, el pi ver i l'olivera, molt cultivada especialment a la zona de Lavagna, Sestri Levante i Moneglia) junt amb la vinya i arbres fruiters. Al llarg de la franja litoral s'hi cultiven els cítrics, sobretot el llimoner.

### Àrees protegides

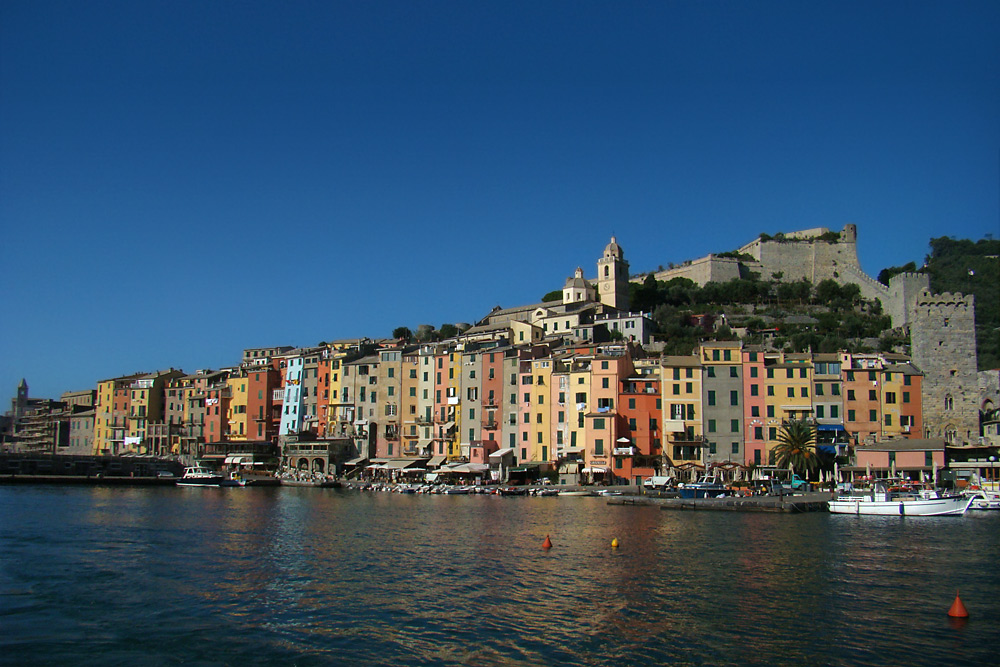
Porto Venere

A la Riviera de Llevant hi ha diverses àrees protegides, en particular:
- Parco naturale regionale di Porto Venere, comprèn Porto Venere i les illes Palmaria, Tino i Tinetto.
- Parco nazionale delle Cinque Terre, comprèn el municipi de Cinque Terre i una part del de Levanto i La Spezia.
- Area marina protetta Cinque Terre, amb Punta Mesco a l'oest i Punta di Montenero a l'est.
- Parco naturale regionale di Portofino, si sviluppa fra i comuni di Camogli, Portofino e Santa Margherita Ligure.
- Riserva marina di Portofino.
- Parco naturale regionale di Montemarcello Magra.
- Santuario dei Cetacei, triangle marí entr ela costa de Toscana, Ligúria, Còrsega i França.

La UNESCO ha atorgat el títol de Patrimoni de la Humanitat a Cinque Terre, Porto Venere i les illes de Palmaria, Tino i Tinetto.

## Municipis
Les localitats de la Riviera de Llevant són, d'oest a est:
| Província | Municipis |
| --------- | --- |
| Gènova    | Bogliasco, Pieve Ligure, Sori, Recco, Camogli, Portofino, Santa Margherita Ligure, Rapallo, Zoagli, Chiavari, Lavagna, Sestri Levante, Moneglia |
| La Spezia | Deiva Marina, Framura, Bonassola, Levanto, Monterosso al Mare, Vernazza, Riomaggiore, Porto Venere, La Spezia, Lerici, Ameglia, Sarzana         |